# Benjamin A. Smith II
 (août 2017).
- Si vous ne connaissez pas le sujet, laissez ce bandeau (vous pouvez alors contacter les auteurs).
- Si vous supprimez le contenu mis en cause (vous pouvez préalablement contacter les auteurs),

argumentez précisément cette suppression dans la page de discussion
(un manque de référence n'est pas un argument ; une recherche réelle de référence doit avoir été effectuée, être formellement documentée).
Pour les articles homonymes, voir Benjamin Smith et Smith.
Benjamin Atwood Smith II (16 mars 1916 - 6 septembre 1991) est un sénateur des États-Unis représentant le Massachusetts.

## Biographie
Smith est né à Gloucester dans le Massachusetts et est diplômé de l'académie du gouverneur Dummer et de l'université Harvard. Durant ses études, il est le colocataire de John F. Kennedy. Il sert dans la Marine des États-Unis dans le Pacifique pendant la Seconde Guerre mondiale. Il est maire de Gloucester de 1954 à 1955.
John F. Kennedy démissionne de son mandat de sénateur le 22 décembre 1960 après avoir été élu Président des États-Unis. Kennedy, qui avait été réélu pour un deuxième mandat sénatorial de six ans en 1958, demande au gouverneur du Massachusetts, Foster Furcolo, de nommer Smith en remplacement et ce « dans l'intérêt de la promotion et de l'unité du parti.»
Lorsque Ted Kennedy, frère de John, atteint trente ans, il devient éligible au sénat des États-Unis. Il est élu lors d'une élection partielle le 6 novembre 1962 et remplace Smith.